# Nevado Mismi
Nevado Mismi, în limba quechua, Mismi, este un vârf montan cu o înălțime de 5.597 metri, de origine vulcanică, care se găsește în Anzii Cordilieri din Peru. Un izvor de natură glaciară de pe Mismi a fost identificat pozitiv ca fiind cea mai îndepărtată sursă originară de apă a fluviului Amazon în 1996 , 2001  și, respectiv, 2007. Apele colectate din Nevado Mismi curg adunate în Quebradas Carhuasanta și Apacheta, care se varsă în Río Apurímac, care este un afluent al râului Ucayali, care ulterior se unește cu Marañón pentru a forma adevăratul curs al Amazonului.   